# Parco territoriale attrezzato Sorgenti solfuree del Lavino
Il parco territoriale attrezzato Sorgenti solfuree del Lavino è un'area naturale protetta di 37,8 ha, istituito nel 1987 e situato nel comune di Scafa, in provincia di Pescara.

## Descrizione

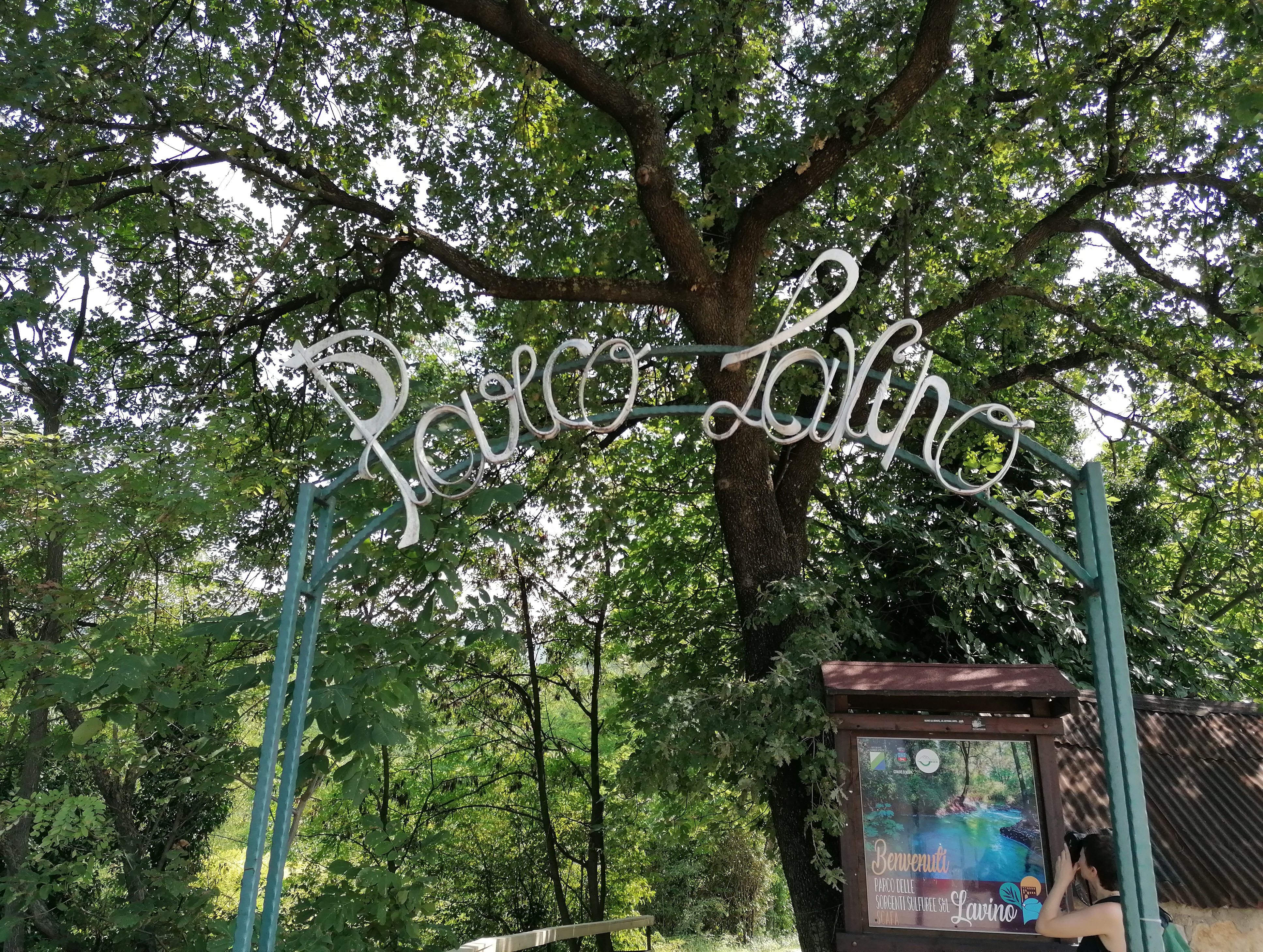
Ingresso del parco

Il parco occupa una superficie di 37,8 ha, pari a quasi 0,4 km², e ricade nel territorio di Decontra, frazione del comune di Scafa, suo gestore. Il proprio areale vede la presenza del fiume Lavino con le sue acque sulfuree, da cui il nome, che origina nel Vallone di Santo Spirito, sito all'interno del parco nazionale della Maiella, per confluire poi nel fiume Aterno-Pescara. Il fiume ha alimentato con le sue acque quattro centrali idroelettriche, sei mulini ed una segheria, posti lungo il suo corso, dei quali è rimasto presente soltanto il mulino dei Farnese, risalente al XVI secolo.

## Storia
L'area naturale protetta è stata istituita con legge regionale n. 25 del 29 maggio 1987 come parco suburbano.

## Flora
La flora del parco comprende diverse specie di piante arboree, erbacee e floreali, quali acero campestre, asparago, biancospino, carpino bianco, carpino nero, ciclamino primaverile, orniello, pervinca maggiore, pervinca minore, pioppo bianco, pioppo nero, pioppo tremolo, robinia, roverella, salice bianco, salice grigio, salice piangente e salice rosso.

## Fauna
La fauna del parco comprende esemplari di ballerina gialla, capinera, cardellino, cuculo, donnola, faina, gallinella d'acqua, ghiandaia, luì piccolo, martin pescatore, picchio verde, riccio, sterpazzolina, tasso, tortora, usignolo, verzellino e volpe.